# Кузрека (река, впадает в Онежский залив)
Кузрека — река в России, протекает по Беломорскому району Карелии.
Длина реки составляет 46 км, площадь водосборного бассейна 384 км². Исток — Нижнее Кузозеро. Протекает по болотистой незаселённой местности. Впадает в Онежскую губу Белого моря в километре к югу от села Сухое. В полукилометре от устья через реку перекинут автомобильный мост, в полутора километрах — железнодорожный мост на линии Беломорск — Обозерская.

## Притоки (от устья к истоку)
- Ямручей (левый)
- Колодин (левый)
- Глубокий (левый)
- Чёрная (левый, впадает в 6,4 км от устья Кузреки)
- Кузручей (левый, впадает в 26 км от устья Кузреки)

## Фотографии
|  |  |

## Данные водного реестра
По данным государственного водного реестра России относится к Баренцево-Беломорскому бассейновому округу, водохозяйственный участок реки — реки бассейна Онежской губы от южной границы бассейна реки Кемь до западной границы бассейна реки Унежма, без реки Нижний Выг. Речной бассейн реки — бассейны рек Кольского полуострова и Карелии, впадающих в Белое море.
Код объекта в государственном водном реестре — 02020001412102000006931.